# Cercanías
A Cercanías Spanyolország elővárosi vasúti közlekedési rendszereinek a neve . Valenciában a neve Rodalia, Baszkföldön Aldiriak, míg Katalóniában Rodalies.
Üzemeltetője a nemzeti vasúttársaság, a Renfe Operadora. Jelenleg Spanyolországban 12 Cercanías hálózat működik, beleértve a katalán Rodalies rendszert is.
A Cercanías Madrid hálózat volt a célpontja a 2004-es madridi bombatámadásoknak. A terrorcselekmény megölt 191 embert Santa Eugenia, El Pozo állomásokon és Madrid Atocha pályaudvaron, ezzel a legvéresebb terrorcselekménnyé vált az országban.

## Cercanías/Rodalies/Rodalia/Aldiriakrendszerek

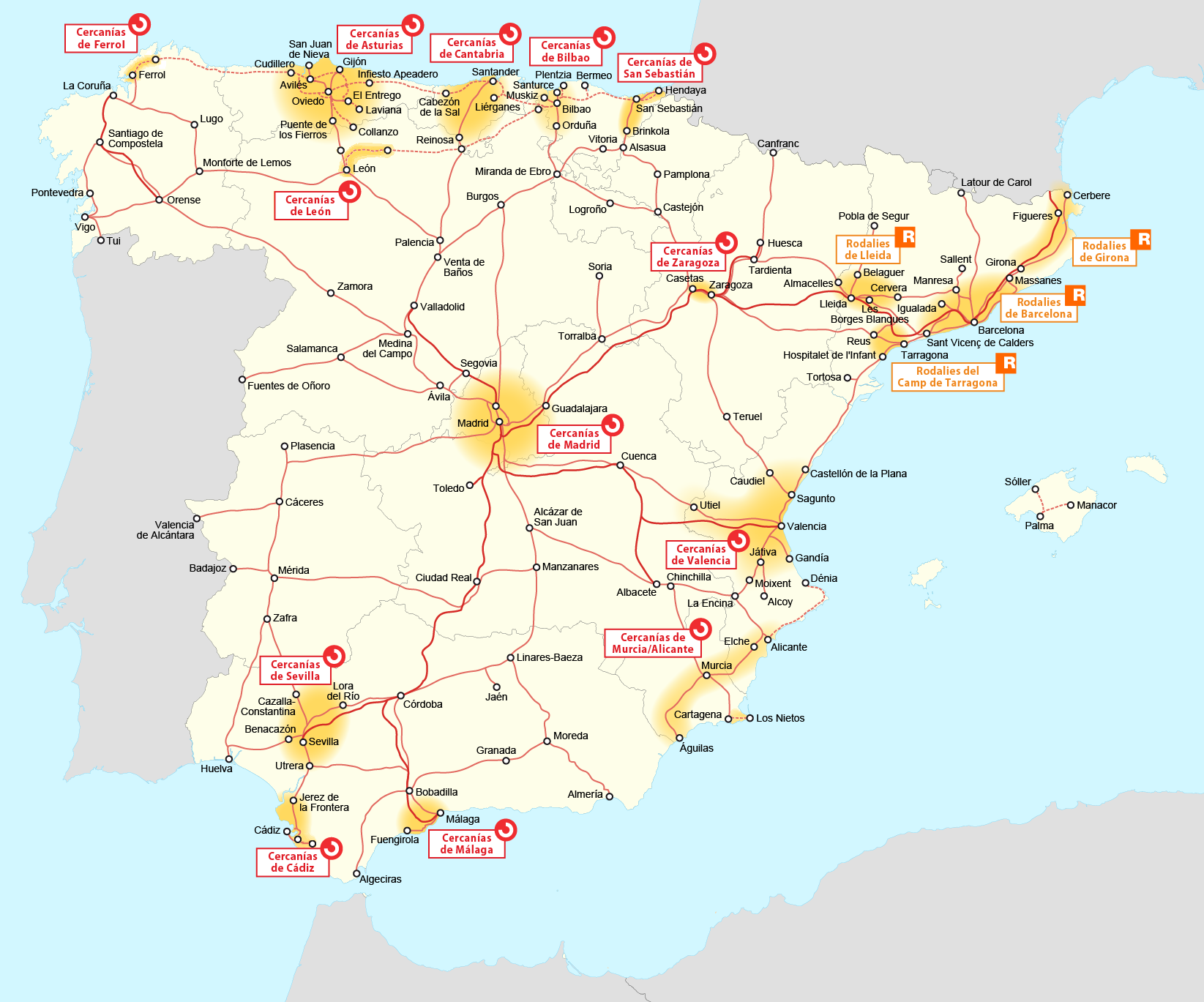
Térkép a Cercanías rendszerekről Spanyolországban. A Rodalies de Catalunya hálózatot is tartalmazza.

| Név                       | Fontosabb kiszolgált városok | Utasszám (2017) | Vonalak száma | Állomások | Hossz (km) |
| ------------------------- | ---------------------------- | --------------- | ------------- | --------- | ---------- |
| Cercanías Madrid          | Madrid                       | 227 800 000     | 10            | 90        | 370        |
| Rodalies de Catalunya     | Barcelona, Girona, Tarragona | 117 000 000     | 19            | 228       | 615        |
| Cercanías Valencia        | Valencia                     | 15 860 000      | 6             | 66        | 252        |
| Cercanías Málaga          | Málaga                       | 11 338 341      | 2             | 26        | 70         |
| Cercanías Bilbao          | Bilbao                       | 10 180 000      | 3             | 44        | 67         |
| Cercanías Sevilla         | Sevilla                      | 7 480 000       | 5             | 37        | 251        |
| Cercanías San Sebastián   | San Sebastián                | 6 150 000       | 1             | 30        | 80,5       |
| Cercanías Asturias        | Gijón, Oviedo, Avilés        | 5 140 000       | 3             | -         | -          |
| Cercanías Murcia/Alicante | Murcia, Alicante             | 3 730 000       | 3             | 26        | 202        |
| Cercanías Cádiz           | Cádiz, Jerez de la Frontera  | 2 800 000       | 2             | 13        | 61         |
| Cercanías Santander       | Santander                    | 670 000         | 1             | 27        | 92         |
| Cercanías Zaragoza        | Zaragoza                     | 290 000         | 1             | 6         | 16,6       |

## Járművek
A Cercanías szolgáltatások az alábbi járműveket használják:
| Sorozat | Terület                                                                           | Kép |
| ------- | --------------------------------------------------------------------------------- | --- |
| 442     | Madrid (C-9)                                                                      |     |
| 446     | Bilbao Madrid Santander Sevilla                                                   |     |
| 447     | Madrid Valencia Barcelona Girona Tarragona San Sebastián                          |     |
| 450/451 | Madrid Barcelona                                                                  |     |
| 592     | Murcia/Alicante Valencia Sevilla                                                  |     |
| Civia   | Asturias Cádiz Madrid Barcelona Girona Málaga Sevilla Valencia Zaragoza Santander |     |